# Rogas melanocerus
Rogas melanocerus är en stekelart som först beskrevs av Cameron 1906.  Rogas melanocerus ingår i släktet Rogas och familjen bracksteklar. Inga underarter finns listade i Catalogue of Life.